# Gymnoscelis spodias
Gymnoscelis spodias är en fjärilsart som beskrevs av Turner 1922. Gymnoscelis spodias ingår i släktet Gymnoscelis och familjen mätare. Inga underarter finns listade i Catalogue of Life.